# 용이동
경기도 안성시 원곡면 반제리'의 백운산'으로부터 아홉 개의 산맥이 동. 서쪽으로 뻗어 내려오는데 동쪽은 용의 머리와 같다하여 용두(龍頭)마을로 불렸으며 안성 공도면 용두리가 되었고,좌측의 마을'인 안성 원곡면'의 용이리'는 용의 귀 언저리와 같다고 하여 용이(龍耳)마을이라고 풍수지리설에 따라 지은 이름이 용이리'으로 지어졌다. 원래는 안성 양성면에 속해 있다가 1914년 행정구역 개편으로 안성 원곡면으로 편입이 되었고, 1983년 안성의 주민동의 및 의견수렴 없이 지역구 국회의원이 전두환을 필두로 강제로 평택군에 편입이 되어 평택군은 평택시로 승격을 하였다.그래서 용이동에 있는 평택대학교도 원래 안성 피아선 신학대학교 였지만 평택에는 대학교가 한개도 없는 지역이다.반면 안성은 중앙대학교을 시작으로 경기도 유일에 4년제 국립대학교인 한경대학교를까지 경기도에서 수원과 함께 대학교가 가장 많은 교육의 도시이다.때문에 1996년 평택대학교로 교명을 변경하였다. 2024년 기준 용이동은 평택시의 법정동이자 2019년 9월 30일부터 비전2동에서 분리된 행정동이다.
용이동'의 앞쪽 도로,삼성스토어'부터 안성시'공도읍의 행정구역이며, 2020년 안성시 공도읍에 스타필드가 입점하여 용이동은 물론 인근 지역 주민들은 안성시에서 문화생활과 쇼핑을 즐긴다. 평택시는 송탄시와 통합하여 인구는 대략 60만명이지만 평택시 자체 인구만 놓고 보았을때 안성시 인구보다 낮다. 안성시는 2024년 기준 공식적 인구만 20만명이지만, 안성의 원주민들과 일하는 사람들까지 합치면 30만명이 넘는 인구이다.그래서 안성시 공도읍은 경부선의 중심 역할과 안성IC 그리고 스타필드 안성이 있어 용이동 주민들도 교통과 여가생활에 많은 장점이 있다. 용이리'와 진사리은 서로 마주보고 있는 기형적 형태를 띄고 있지만 유동인구는 대략 2024년 기준 50만명 이상이다.

## 법정동
- 용이동

## 교육
- 용이초등학교
- 현촌초등학교
- 평택대학교
- 용이중학교